# ایتو سوکه‌کیو

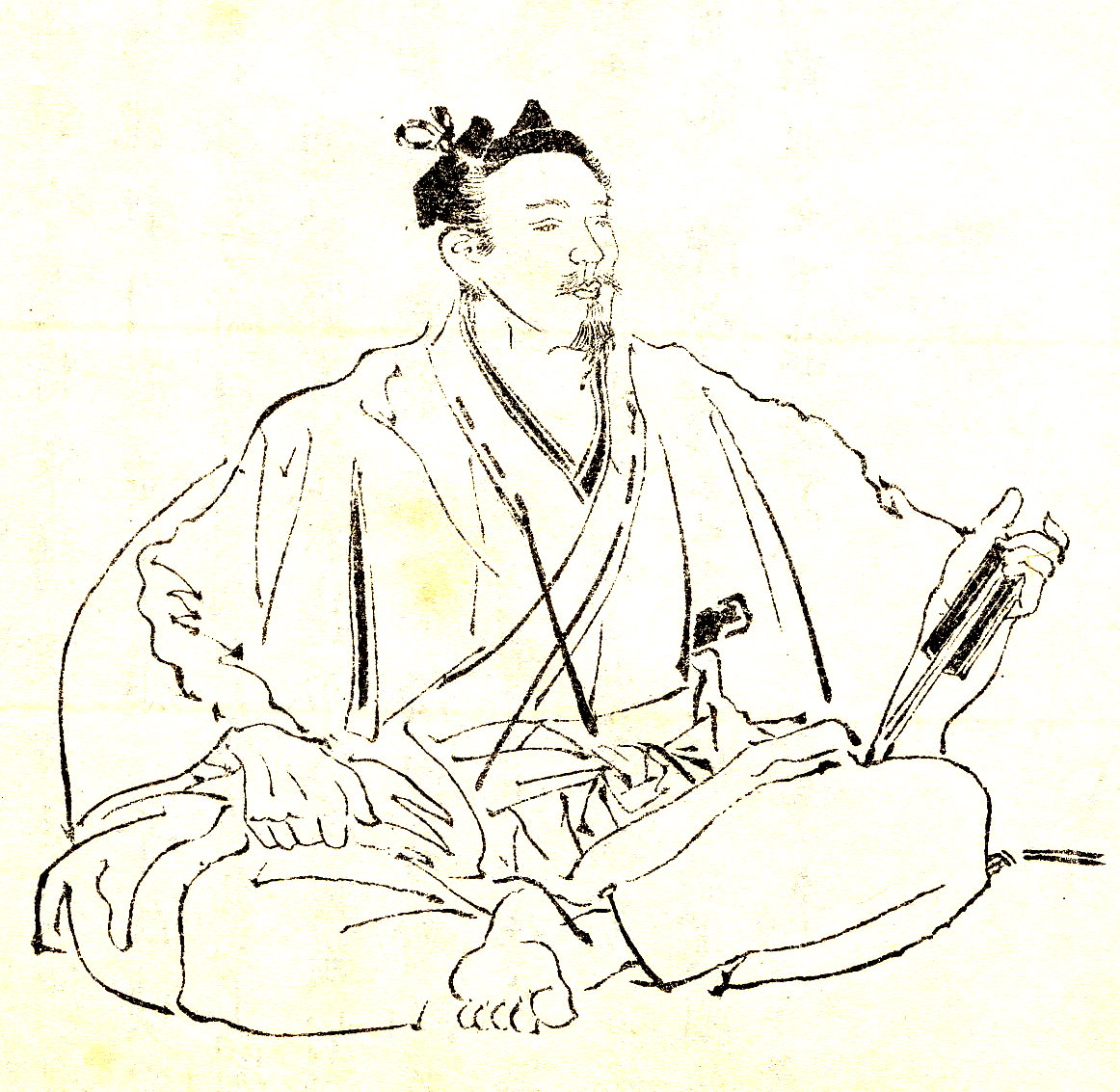
ایتو سوکه‌کیو

ایتو سوکه‌کیو (به ژاپنی: 伊東 祐清 いとう すけきよ) یک فرمانده نظامی در پایان دوره هی‌آن. پسر دوم  ایتو سوکه‌چیکا ، خانواده ای قدرتمند از ولایت ایزو بود. او در جریان جنگ گنپی کشته شد.